# Finnemanita
La finnemanita és un mineral de la classe dels òxids. Rep el nom per K.J. Finneman, de Långban, Suècia, qui va trobar el primer exemplar.

## Característiques
La finnemanita és un òxid de fórmula química Pb₅(AsO₃)₃Cl. Cristal·litza en el sistema hexagonal. La seva duresa a l'escala de Mohs és 2,5.
Segons la classificació de Nickel-Strunz, la finnemanita pertany a «04.JB: Arsenits, antimonits, bismutits; amb anions addicionals, sense H₂O» juntament amb els següents minerals: fetiasita, manganarsita, magnussonita, armangita, nanlingita, asbecasita, stenhuggarita, trigonita, gebhardita, derbylita, tomichita, graeserita, hemloïta, freedita, georgiadesita i ekatita.
L'exemplar que va servir per a determinar l'espècie, el que es coneix com a material tipus, es troba conservat a les col·leccions mineralògiques del Museu Suec d'Història Natural, situat a Estocolm (Suècia).

## Formació i jaciments
Va ser descoberta a la mina Långban, situada al municipi de Filipstad, dins el comtat de Värmland (Suècia). També ha estat descrita a la pedrera Topaz, situada a la localitat de Kotka, a Kymenlaakso (Finlàndia). Podria haver estat descrita també a Alemanya i Austràlia però per ara aquests dos indrets són els únics de tot el planeta on ha estat descrita aquesta espècie mineral.